# Семизбуга
Семизбуга́ (каз. Семізбұғы, ранее — Семизбугы́, Семи́з-Бугу́) — село в Бухар-Жырауском районе Карагандинской области Казахстана, входит в состав Бухар-Жырауского сельского округа. 

## География
Населённый пункт расположен на востоке района, в 9,8 километрах (по автодороге) к юго-востоку от административного центра сельского округа села Бухар-Жырау, в 89 километрах к востоку от районного центра посёлка Ботакара и в 150 километрах к востоку от областного центра города Караганда. Соседние населённые пункты: Бухар-Жырау в 6 километрах к северо-западу, Шалкар в 7 километрах к северо-востоку. Транспортное сообщение осуществляется автомобильной дорогой областного значения КМ-11 «Шешенкара—Белагаш—Керней—Семизбуга км 0-80», с выходом на автодорогу республиканского значения KАZ20 (Р-27) «Калкаман—Баянаул–Умуткер–Ботакара» в сторону Кернея и KАZ15 (Р-20) «Караганда—Аягоз—Тарбагатай—Бугаз» в сторону Шешенкара. Абсолютная высота центра населённого пункта — 719 метров над уровнем моря. 

## История
С 1944 по 1964 годы имело статус рабочего посёлка.

## Население
| Численность населения | Численность населения | Численность населения | Численность населения | Численность населения |
| 1959                  | 1989                  | 1999                  | 2009                  | 2021                  |
| --------------------- | --------------------- | --------------------- | --------------------- | --------------------- |
| 1182                  | ↘441                  | ↘236                  | ↘136                  | ↘80                   |